# Tacopaya (plaats)
Tacopaya (Quechua: Takupaya) is een plaats in het departement Cochabamba, Bolivia. De plaats is gelegen in de gelijknamige gemeente, in de Arque provincie.

## Bevolking
| Jaar | Populatie |
| ---- | --------- |
| 2001 | 137       |
| 2012 | 535       |